# The Old Woman with the Knife
The Old Woman with the Knife (en hangul, 파과; romanización revisada, Pagwa; literalmente, «Descubrimiento») es una película surcoreana, un drama de acción coescrito y dirigido por Min Kyu-dong, y protagonizado por Lee Hye-young, Kim Sung-cheol, Yeon Woo-jin, Kim Mu-yeol y Shin Si-ah. Está basado en la novela del mismo título original coreano de Gu Byeong-mo. Se estrenó en el 75.º Festival Internacional de Cine de Berlín el 16 de febrero de 2025; el estreno comercial en Corea del Sur se produjo el 30 de abril del mismo año.

## Sinopsis
Para su coguionista y director, «The Old Woman with the Knife es una historia sobre la sanación, el crecimiento y la belleza de la voluntad de superar la pérdida y reconstruir una nueva vida».
Hornclaw es una mujer sexagenaria que lleva 40 años de carrera como asesina para una organización, Shinseong Quarantine. Está considerada como una leyenda viviente dentro de este mundillo, debido a su habilidad y su técnica refinada, que consiste en inyectar veneno de forma silenciosa a sus víctimas; también es temida por su destreza en el uso de cuchillos, que se afila personalmente. Sin embargo, a su edad, es vista cada vez más en su organización como una figura del pasado.
La vida de Hornclaw da un giro inesperado cuando conoce a un joven y prometedor asesino llamado Bullfight, que se une a la misma organización y quiere trabajar a su lado. Pero un incidente de su pasado ensombrece su colaboración, incluso cuando Bullfight revela que la recuerda como la primera persona que le mostró amabilidad. Hornclaw no logra reconocer al joven y sus verdaderas intenciones, y se niega a dejarse desplazar por la generación de los jóvenes. Un día encuentra un cachorro herido y lo lleva al veterinario, el Dr. Kang; nace entonces una amistad entre ambos, pero entonces Bullfight secuestra a la pequeña hija de Kang.

## Reparto
- Lee Hye-young como Hornclaw.[3]
  - Shin Si-ah como Hornclaw de joven.[4][5]
- Kim Sung-cheol como Bullfight.[6][7]
- Yeon Woo-jin como el doctor Kang, un veterinario.[8][9]
- Kim Mu-yeol como Ryoo, el fundador de Shinseong Quarantine y maestro de Hornclaw.[10]
- Ok Ja-yeon como Cho-yeop, profesional a cargo de la administración de Shinseong Quarantine.[11]
- Kim Kang-woo como el señor Son, director de Shinseong Quarantine.[11]
- Choi Moo-sung como Jang-bi, contratista y colega de Hornclaw desde hace mucho tiempo.[11]
- Park Ji-ah como una cuidadora.[12]
- Jo Han-chul como Bae Jong-seon.[13]
- Hyun Bong-sik como el presidente Koo.
- Choi Min-cheol como el capitán Lee.
- Jeon No-min como el presidente Shim.
- Kwon Da-ham como Jung Yoon-seop, quien encargó el asesinato del doctor Kang.[14]
- Lee Do-kyung como un profesor.
- Jin Ho-eun como un maestro de preescolar.
- Jung Hyun-joon.[15]
- Han Hae-in como la esposa de Ryoo.[16]
- Yoon Chae-na como Honey.
- Lee Yong-nyeo como la señora Yoon.

## Producción
El guion de The Old Woman with the Knife es una adaptación de la novela Pagwa, publicada por Gu Byeong-mo en 2013. Desde el momento de su publicación se sucedieron los intentos para llevarla a la pantalla, pero ninguno fructificó por diversas circunstancias de la industria, hasta que su autora recibió una oferta de la compañía Soofilm. Gu decidió mantenerse al margen de la adaptación cinematográfica, convencida de que las interferencias del autor original pueden perjudicar el resultado.
El director es Min Kyu-dong (Herstory, 2018), también coautor del guion junto a Kim Dong-wan. Interesado por la intensidad de la novela y por cómo refleja el conflictyo entre la verdad y la mentira, y el pasado y el presente, Min escribió en 2020 un borrador que sería el primero de 136, en los que fue alejándose gradualmente de la novela. Llegó incluso a preparar una sinopsis para una serie en ocho capítulos. Así aparecieron personajes y situaciones inexistentes en el texto original, y otros, como Bullfight, adquieren mayor desarrollo.
En septiembre de 2023 algunos medios periodísticos daban por cierto que Byun Yo-han actuaría en la película, aunque finalmente abandonó el proyecto. En febrero de 2024 también los medios informaron de que el protagonista masculino no sería ya Byun, sino Kim Sung-cheol. El 14 de junio se anunció que la protagonista femenina sería Lee Hye-young. El 19 de agosto se sumaron los nombres de Kim Mu-yeol y Shin Si-ah.
Esta fue la última película de la actriz Park Ji-ah, fallecida el 30 de septiembre de 2024, y a la que se recuerda en los créditos finales.
El rodaje se desarrolló entre marzo y julio de 2024.
El punto de equilibrio financiero se había estimado en 1,2 millones de espectadores, pero a pesar de las críticas favorables que recibió el filme solo llegó a menos de la mitad, 550 000. Este dato debe considerarse en un contexto poco favorable para la industria cinematográfica: ningún título estrenado en la primera mitad de 2025 logró alcanzar los cuatro millones de espectadores, cuyo número global disminuyó significativamente con respecto al mismo período del año anterior.

## Estreno y recepción
The Old Woman with the Knife fue invitada oficialmente a la sección Berlinale Special del 75.º Festival Internacional de Cine de Berlín, donde tuvo su estreno mundial el 16 de febrero de 2025. Es la segunda vez que su director recibió una invitación del festival; la anterior fue en 2008, para presentar el filme Antique.
Tras su paso por la Berlinale, tomó parte en la competición oficial por el Cuervo de Oro del 43.º Festival Internacional de Cine Fantástico de Bruselas, donde se exhibió el 15 de abril. Su estreno en Corea del Sur estaba previsto para el primero de mayo, pero se adelantó un día, al 30 de abril; se proyectó en 886 salas. Al 26 de junio había vendido 550 000 entradas, que dejaron una taquilla del equivalente a 3 879 000 dólares. Estaba situada por este concepto en la décima posición entre las películas surcoreanas estrenadas en el año.
Desde el 10 de junio, cuando aún seguía en cartelera, estuvo disponible asimismo para su país en servicios OTT, televisión de pago y plataformas para móviles. El acceso fue incluso gratuito en el caso de Coupang Play, entre los días 13 y 15 de junio.
En el ámbito de los festivales, la película fue invitada no solo a los de Berlín y Bruselas, sino también al de Moscú, al 5.º Festival Internacional de Cine de Pekín, al South by Southwest London y al Festival Internacional de Cine Fantástico de Neuchâtel. Por lo que respecta a su distribución internacional, se estrenó en Estados Unidos el 16 de mayo, y en junio se preparaba para exhibirse en países asiáticos como Japón y Taiwán.